# Óleo de pracaxi

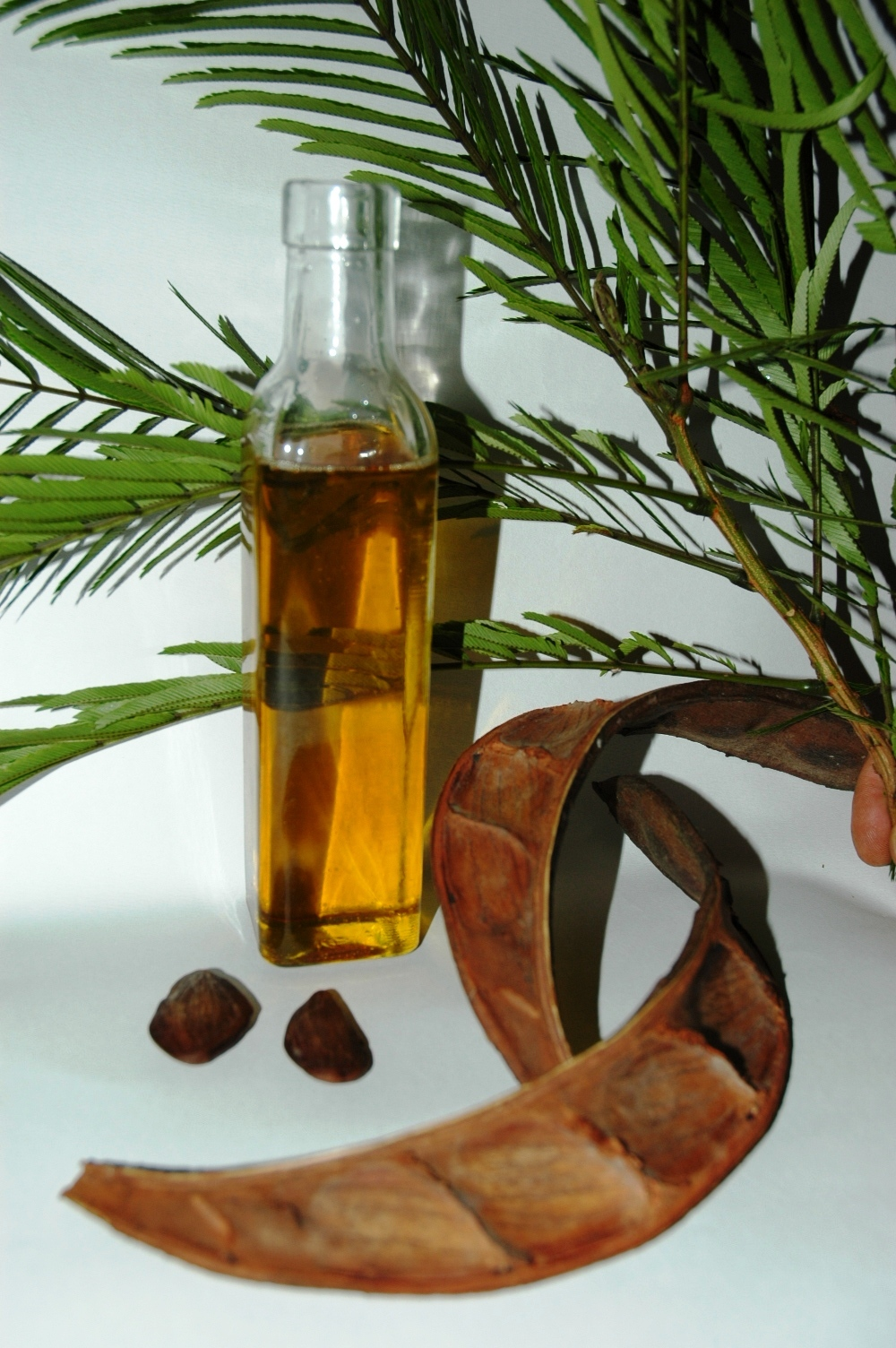
Pracachy or Pentaclethra macroloba oil

O óleo de pracaxi possui uma cor amarelo-clara, é líquido em temperatura ambiente e, depois de algum tempo no depósito, libera grande quantidade de gordura sólida branca. É extraído das sementes da Pentaclethra macroloba.

## Usos

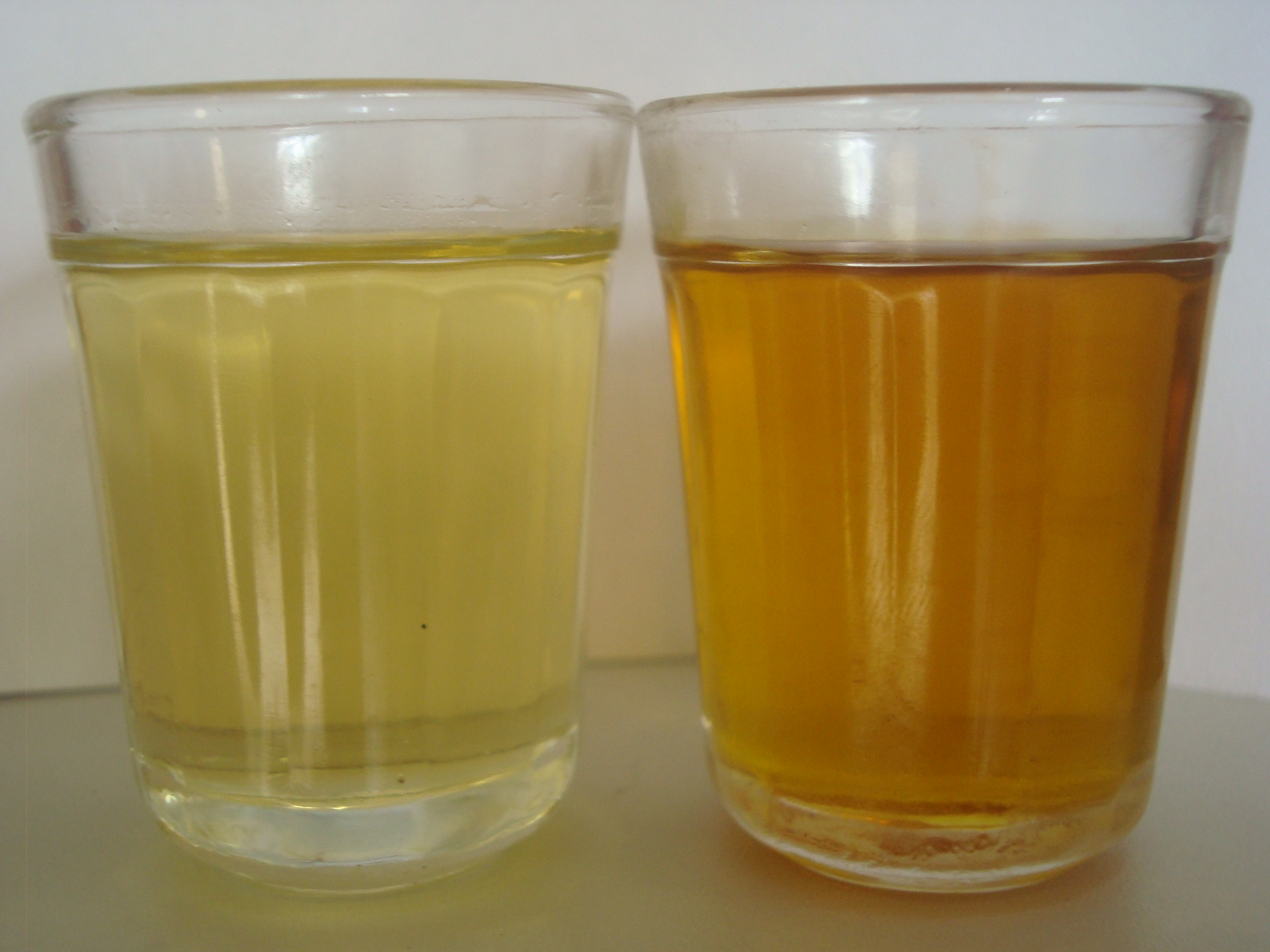
Óleo bruto de pracaxi

O óleo de pracaxi apresenta muitas afinidades com o óleo de amendoim, porém, o óleo de Pracaxi contém 6 vezes mais ácido beênico (19%, a mais alta concentração conhecida), que é usado para a produção industrial de cosméticos de maquiagem e para os cabelos devido a suas excelentes propriedades umectantes.[carece de fontes?] O óleo de pracaxi é bom para a produção de sabão mole e a substância gordurosa pode ser usada no preparo de vela.

O óleo de pracaxi também possui propriedades inseticidas que atua como um bom combatente do mosquito Aedes aegypti, que é o vetor da febre amarela e dengue.

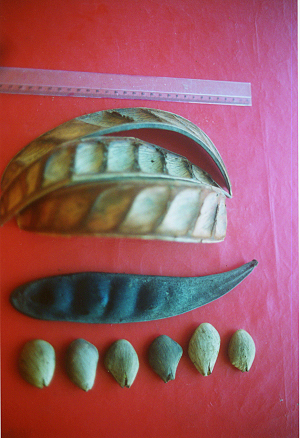
Semente de Pracaxi

## Características
Dados físico-quimico do óleo de pracaxi
| Características                     | Unidades     | Presentação    |
| ----------------------------------- | ------------ | -------------- |
| Aparência (25ºC)                    | ---          | Liquido        |
| Cor                                 | ---          | Translucido    |
| Odor                                | ---          | Caracteristico |
| Índice de acidez                    | mgKOH/g      | < 20,0         |
| Índice de peroxido                  | 10 meq O2/kg | < 10,0         |
| Índice de iodo                      | gI2/100g     | 66 - 72        |
| Índice de saponificação             | mgKOH/g      | 175 - 188      |
| Densidade                           | 25ºC g/ml    | 0,9173         |
| Índice de refração (40°C)           | ---          |                |
| Materia insaponificável (bioativos) | %            |                |
| Ponto de fusão                      | °C           | 18,5           |

Composição dos acidos-graxos óleo de Pracaxi
| Caracteristicas   | Unidades | Presentação |
| ----------------- | -------- | ----------- |
| Ácido láurico     | % Peso   | 0,8 - 1,8   |
| Ácido mirístico   | % Peso   | 1,0 - 1,8   |
| Ácido palmítico   | % Peso   | 1,5 - 3,0   |
| Ácido esteárico   | % Peso   | 1,5 - 3,0   |
| Ácido oleico      | % Peso   | 40 - 50     |
| Ácido linoleico   | % Peso   | 1,8 - 3,0   |
| Ácido linoleico   | % Peso   | 2,0 - 4,0   |
| Ácido beénico     | % Peso   | 18,0 - 21,0 |
| Ácido lignocérico | % Peso   | 13,0 - 16,0 |
| Saturado          | %        | 50          |
| Insaturado        | %        | 50          |